# Маунт Јунион (Пенсилванија)
Маунт Јунион (енгл. Mount Union) град је у америчкој савезној држави Пенсилванија.

## Демографија
По попису из 2010. године број становника је 2.447, што је 57 (-2,3%) становника мање него 2000. године.
| Група             | 2000.         | 2010.         |
| Белци             | 2.144 (85,6%) | 2.042 (83,4%) |
| Афроамериканци    | 276 (11,0%)   | 254 (10,4%)   |
| Азијати           | 0 (0,0%)      | 4 (0,2%)      |
| Хиспаноамериканци | 30 (1,2%)     | 42 (1,7%)     |
| Укупно            | 2.504         | 2.447         |